# Trgovište
 Ovo je glavno značenje pojma Trgovište. Za druga značenja pogledajte Trgovište (razdvojba).
Trgovište je naziv za grad s tržišnim pravima. Izraz potječe iz srednjeg vijeka za naselja u kontinentalnoj Europi. 
Označavao je naselja koja su od vladara ili vlasti dobile pravo biti domaćinom sajmovima i trgovini odnosno tržnicama, čime ih se razlikovalo od sela i grada.
U srednjovjekovnoj Kraljevini Ugarskoj i Kraljevini Hrvatskoj (za vrijeme personalne unije s Ugarskom) su postojale dvije vrste naselja se tržišnim pravima:
- slobodni kraljevski grad
- oppidum (mađ. mezőváros)

Oppidum je označavao naselja koje su bila nižeg statusa od slobodnih kraljevskih gradova, ali važnijim od sela.